# Fryksdalens sparbank
Fryksdalens Sparbank är en sparbank med verksamhet i Fryksdalen och norra Klarälvdalen i Värmland. Banken lyder under sparbankslagen och är fristående, men har samarbetsavtal med Swedbank gällande bland annat IT-system.
Banken har två kontor, i Sunne (huvudkontor) och Sysslebäck (sedan 2012). Fryksdalens Sparbank har drygt 30 anställda och har en affärsvolym på ca 10 miljarder kronor (2020). Banken är en aktiv medlem i Sparbankernas Riksförbund.
Sunne Sparbank startades 1856 och under åren som följde startades fler sparbanker i området. Östra Ämterviks landskommun startade bank 1889, Västra Ämterviks landskommun år 1898 och Lysviks landskommun 1904. 1968 gick sparbankerna i nuvarande Sunne kommun samman och fick namnet Fryksdalens Sparbank. Föreningsbanken i Sunne, som startades som Sunne Jordbrukskassa 1933, blev en del av Fryksdalens Sparbank 1998.
1968 valde många andra sparbanker att gå samman till Länssparbanken i Värmland, sedermera en del av det som idag är Swedbank. Styrelserna för sparbankerna i Sunne, Östra Ämtervik, Västra Ämtervik och Lysvik valde istället att fortsätta vara fristående banker. 
Fryksdalen Sparbank har bidragit till ett antal större lokala satsningar, bland annat Sparbankshallen och vattenparken i Sunne.